# Vasův běh

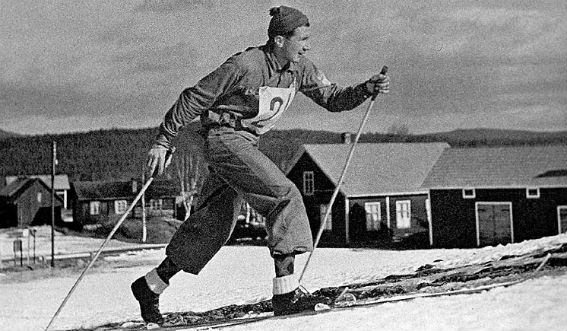
Devítinásobný vítěz Vasova běhu Nils Karlsson na trati v roce 1943

Vasův běh (švédsky Vasaloppet) je závod v běhu na lyžích. Běží se na památku útěku švédského šlechtice, budoucího krále Gustava Vasy před dánským králem Kristiánem II. Dánským v roce 1520.
Běh se koná každou první neděli v březnu ve Švédsku, v provincii Dalarna, jeho délka činí 90 kilometrů a roku 2014 se jej účastnilo přibližně 15 800 lyžařů. Poprvé se běžel v roce 1922, vítězem závodu se stal Švéd Ernst Alm. Roku 1977 se závodu zúčastnil švédský král Karel XVI. Gustav, v letech 2012 až 2015 budoucí dánský král Frederik X.
Z Čechů skončil nejlépe Stanislav Řezáč v roce 2011 na 2. místě. V roce 2016 zvítězila Kateřina Smutná.
Od roku 2008 se mohou závodu účastnit i děti a mládež. Délka trati je odstupňovaná podle věkových kategorií.